# União das Freguesias de Venda Nova e Pondras
Die União das Freguesias de Venda Nova e Pondras ist eine portugiesische Gemeinde (Freguesia) im Kreis (Concelho) Montalegre im Norden Portugals.

## Geschichte
Die Gemeinde entstand im Zuge der Gebietsreform vom 29. September 2013 durch die Zusammenlegung der ehemaligen Gemeinden Venda Nova und Pondras.
Venda Nova wurde Sitz der neuen Verwaltung.

## Demographie
| Freguesia | Freguesia            | Freguesia | Freguesia       | ehemalige Freguesias | ehemalige Freguesias | ehemalige Freguesias | ehemalige Freguesias |
| --------- | -------------------- | --------- | --------------- | -------------------- | -------------------- | -------------------- | -------------------- |
| Wappen    | Freguesia            | Einwohner | Fläche in (km²) | Wappen               | Freguesia            | Einwohner            | Fläche in (km²)      |
|           | Venda Nova e Pondras | 344       | 19,13           |                      | Venda Nova           | 262                  | 8,24                 |
|           | Venda Nova e Pondras | 344       | 19,13           | Pondras              | 131                  | 10,89                |                      |